# Rosa Monfasani
Rosa Emma Monfasani (6 de maig de 1944) és una bibliotecària i professora argentina, que ha influenciat a diferents generacions de bibliotecàries i bibliotecaris a causa de la seva activitat pedagògica i les seves publicacions.

## Carrera professional
Va obtenir el títol de Bibliotecària i Professora en Ciència de la Informació per la Facultat de Filosofia i Lletres de la Universitat de Buenos Aires.
Monfasani ha exercit com a docent en temes relacionats amb organització i gestió d'unitats d'informació, particularment en biblioteques. Va ser part del comitè organitzador que va realitzar per primera vegada un congrés de la Federació Internacional d'Associacions de Bibliotecaris i Biblioteques - IFLA a Sud-amèrica l'agost de 2004. Ha estat treballant en visibilizar la incidència de les biblioteques en els Objectius de Desenvolupament Sostenible de les Nacions Unides, com en el seu escrit sobre biblioteques d'art en l'Agenda 2030.
Va ser coordinadora de la Xarxa Nacional d'Associacions de Bibliotecaris RENABIAR des de la seva creació l'any 2011 i fins a 2018. Durant la seva gestió va impulsar el Registre Professional de Bibliotecaris Argentins. Està integrada el Comitè Coordinador de Reciaria Xarxa de xarxes d'informació

## Premis i distincions
Ha obtingut els següents premis:
- Va rebre premi per la seva tasca com a presidenta de ABGRA, atorgat per l'Associació de Bibliotecaris Graduats de la República Argentina i la Biblioteca del Congrés de la Nació, l'any 2015.[5]
- És sòcia Honoraria de l'Associació de Bibliotecaris de Jujuy (ABJ) «en reconeixement del desinteressat i permanent assessorament»[6] l'any 2019.
- Reconeixement de trajectòria, suport incondicional i permanent als bibliotecaris jurídics atorgat per la Comissió Organitzadora de Biblioteques JuriRed[6] l'any 2019.